# المعهد اللاتيني الأمريكي للدراسات الإسلامية
المعهد اللاتيني الأمريكي للدراسات في البرازيل أسس بتاريخ 15 مايو 2008 في مقر الجمعية الخيرية الإسلامية بمدينة مارينغا، وهو معهد متخصص في تعليم اللغة العربية والعلوم الإسلامية في البرازيل وغيرها من الدول الناطقة باللغتين الأسبانية والبرتغالية، يبث المواد المرئية والصوتية من خلال الإنترنت، مجاور لمسجد مدينة مارينغا وهو المعروف باسم مسجد الشيخ ناصر العبودي، يصل عدد المسجلين في المعهد إلى أكثر من 250 مشارك.
والمعهد مهتم بتدريس اللغة العربية وتعليم أبناء الجالية العربية والإسلامية والمسلمين الجدد، ويضم قاعات وفصول لتدريس اللغة العربية وبجوار المعهد ملعب لكرة القدم.

## فكرة إنشاء المعهد اللاتيني الأمريكي للدراسات الإسلامية
يصل عدد سكان البرازيل إلى 189 مليون نسمة تقريبا، ويقدر عدد المسلمين فيها بمليون نسمة تقريبا، وعلى الرغم من وجود 120 مركز إسلامي وجمعية ومسجد ومصلى إلا أن عدد الدعاة لا يتجاوز الخمسين داعية، وقليل من يتكلم البرتغالية، وقليل منهم من هو مؤهل بالعلم الشرعي، ولما كان ابتعاث الدعاة للدراسة في دول العالم الإٌسلامي لم يحل المشكلة نشأت الحاجة الملحة إلى تأهيل وتكوين كادر دعوي من أهل البلاد يتحدثون لغتها ويعيشون بين أفرادها، ويعرفون ثقافتها وتاريخها ونمط حياتها. ومن هنا جاءت فكرة إنشاء المعهد اللاتيني الأمريكي للدراسات الإسلامية.

## أهداف المعهد
1. استكمال البحوث التاريخية عن تواجد الإسلام والمسلمين في البرازيل.
2. إيجاد بيئة للحوار والتعاون بين أهل الأديان في القيم المشتركة بينهم.
3. التوسط لعقد اتفاقيات ثقافية بين الجهات العلمية في دول العالم الإسلامي والبرازيل.
4. إقامة دورات عن الإسلام لمختلف الفئات العمرية.
5. إعداد كادر دعوي متميز من بين أبناء المنطقة وفق أسس علمية حديثة.
6. طباعة كتيبات بها مناهج سلامية للمدارس البرازيلية.
7. التعريف بالإسلام واللغة العربية في المحافل السياسية والاجتماعية والوسط الإعلامي.

## الحاجة إلى تأسيس المعهد اللاتيني الأمريكي للدراسات الإسلامية
1. عدم وجود مؤسسات تعليمية شرعية وعربية كافية في البرازيل خاصة وأمريكيا اللاتينية عامة.
2. ضرورة تطوير آليات التعليم الشرعي ووسائله بما يتناسب مع عصر التقنية الرقمية، والسرعة المذهلة وتقارب المسافات.
3. تعقيد منظومة الحياة المادية المعاصرة وكثرة متطلباتها، مما يصعب معه التفرغ لدراسة العلوم الشرعية إلا مع كثير من الحرج والمشقة والضيق.
4. قلة عدد المدرسين والدعاة الناطقين بلغة أهل البلاد في البرازيل ودول المنطقة.
5. الحاجة الماسة إلى تأهيل مدرسي لغة عربية ودعاة يقومون بدور ريادي في قيادة العمل الإسلامي في البرازيل.

## الإشراف
يقوم على المعهد نخبة من المتخصّصين، من ذوي الخبرة في التدريس وإعداد المناهج، وعلى رأسهم:
- نادر عبد العزيز محمد النوري: الأمين العام لجمعية الشيخ عبد الله النوري الخيرية في الكويت، عضو مؤسس للمعهد ورئيس اللجنة الاستشارية.
- الدكتور أحمد محمد أحمد سالم الحمادي : أستاذ في جامعة قطر الإسلامية، عضو مؤسس، وعضو في اللجنة الاستشارية.
- سامي سعد بلال عبد الله: اختصاصي دراسات إسلامية بوزارة الأوقاف والشئون الإسلامية بدولة الكويت – عضو مؤسس للمعهد وعضو اللجنة الاستشارية.
- الدكتور محمد القاسم أبكر حمدان الرهيدي: دكتور في الفقه الإسلامي، أستاذ مفوض عن الجامعة الأمريكية العالمية في أمريكا اللاتينية، داعية مبعوث من قبل رابطة العالم الإسلامي في البرازيل، عضو مؤسس للمعهد، والمدير الأكاديمي للمعهد.
- عبد الباقي سيد أحمد عثمان: يعمل في الدعوة في البرازيل منذ عشرون سنة، عضو مؤسس للمنظمة الإسلامية لأمريكا اللاتينية والبحر الكاريبي، عضو مؤسس للمعهد، والمدير التنفيذي للمعهد.